# Mansac
Mansac település Franciaországban, Corrèze megyében. Lakosainak száma 1542 fő (2022. január 1.). Mansac Brignac-la-Plaine, Cublac, Saint-Pantaléon-de-Larche, Varetz, Yssandon, Pazayac és Terrasson-Lavilledieu községekkel határos.

## Népesség
A település népességének változása:
| Lakosok száma | 1114 | 1281 | 1341 | 1356 | 1368 | 1406 | 1427 | 1449 | 1479 | 1542 |
|               | 1968 | 1982 | 1990 | 2006 | 2013 | 2015 | 2017 | 2019 | 2020 | 2022 |